# أبوت (لاعب كريكت)
أبوت (1780 بإنجلترا في المملكة المتحدة - )  (بالإنجليزية: Abbott)‏ هو لاعب كريكت بريطاني.